# I duri non ballano (romanzo)
I duri non ballano (Tough Guys Don't Dance) è un romanzo scritto nel 1985 dallo scrittore e regista Norman Mailer.

## Trama
Nella città di Provincetown, nel Massachusetts, lo scrittore Tim Madden, al risveglio dopo una sbornia, trova due teste tagliate di donna nel posto dove tiene nascosta una scorta di marijuana.
Si ritrova così costretto a compiere un'indagine privata per giungere alla verità, nel corso della quale si ritrova invischiato in un piccolo mondo di mostri grotteschi, ex pugili, pervertiti sessuali, medium e informatori più o meno attendibili.

## Opere derivate
Nel 1987, lo stesso autore del romanzo, ne trasse il film omonimo con Ryan O'Neal e Isabella Rossellini.

## Edizioni
- Norman Mailer, I duri non ballano, collana I grandi tascabili, Bompiani, 1987.